# 细川护熙
細川護熙（1938年1月14日—），生於日本東京都，政治家、陶藝家，第79任內閣總理大臣，熊本縣熊本市出身，是戰國名將細川忠興與前田利家之後人，熊本藩肥後細川家第18代當主，並是前首相近衛文麿之外孫，雖然近衛任內曾對中國發動全面侵略，但細川的想法本身相對而言，則是屬於親中友善的領導人。

## 生平
上智大學法學部畢業後，成為朝日新聞社記者。1969年，以無黨籍身份參與第32屆日本眾議院議員總選舉，因知名度不夠而落選。
1971年，以自民党身份，參與第9屆日本參議院議員通常選舉全國區選舉，在石原慎太郎支持下當選，成為參議院議員。1983年到1991年間，擔任熊本縣知事。
1993年6月，自民党的小泽一郎、羽田孜等人的退黨另組新黨导致自民黨分裂，以致宫泽喜一政府垮台。1993年國會眾議院選舉后，由於自民黨議席未能過半，因此由细川护熙组成為期十個月的在野八黨聯盟「非自民·非共產連立政權」，自民黨自1955年成立后首次失去執政地位。
细川成为日本首位，也是迄今唯一一位曾任民选都道府县知事的内阁总理大臣。但聯合政府因內部的嚴重分歧，聯合政府中最大的政黨社會黨退出後，1994年4月，成立僅八個月的細川內閣倒台。1998年細川加入民主黨，並自年屆60歲後逐漸退出政治，跟從辻村史朗學習陶藝，自此專注陶藝和茶道。他也對中國的書法畫作很有興趣。
2005年，父親細川護貞逝世，繼位為細川家家主。
2014年1月22日，在小泉純一郎的支持下，細川護熙宣布參與東京都知事的選舉，以立即廢核為主要政見。但在2月9日的大選中敗給獲自民黨支持的舛添要一，未當選。

## 荣誉

### 外国勋章奖章
- 恩里克王子大十字勋章（葡萄牙语：Ordem do Infante D. Henrique）（葡萄牙，1993年12月2日公布[5]）